# Vintergatans centrum

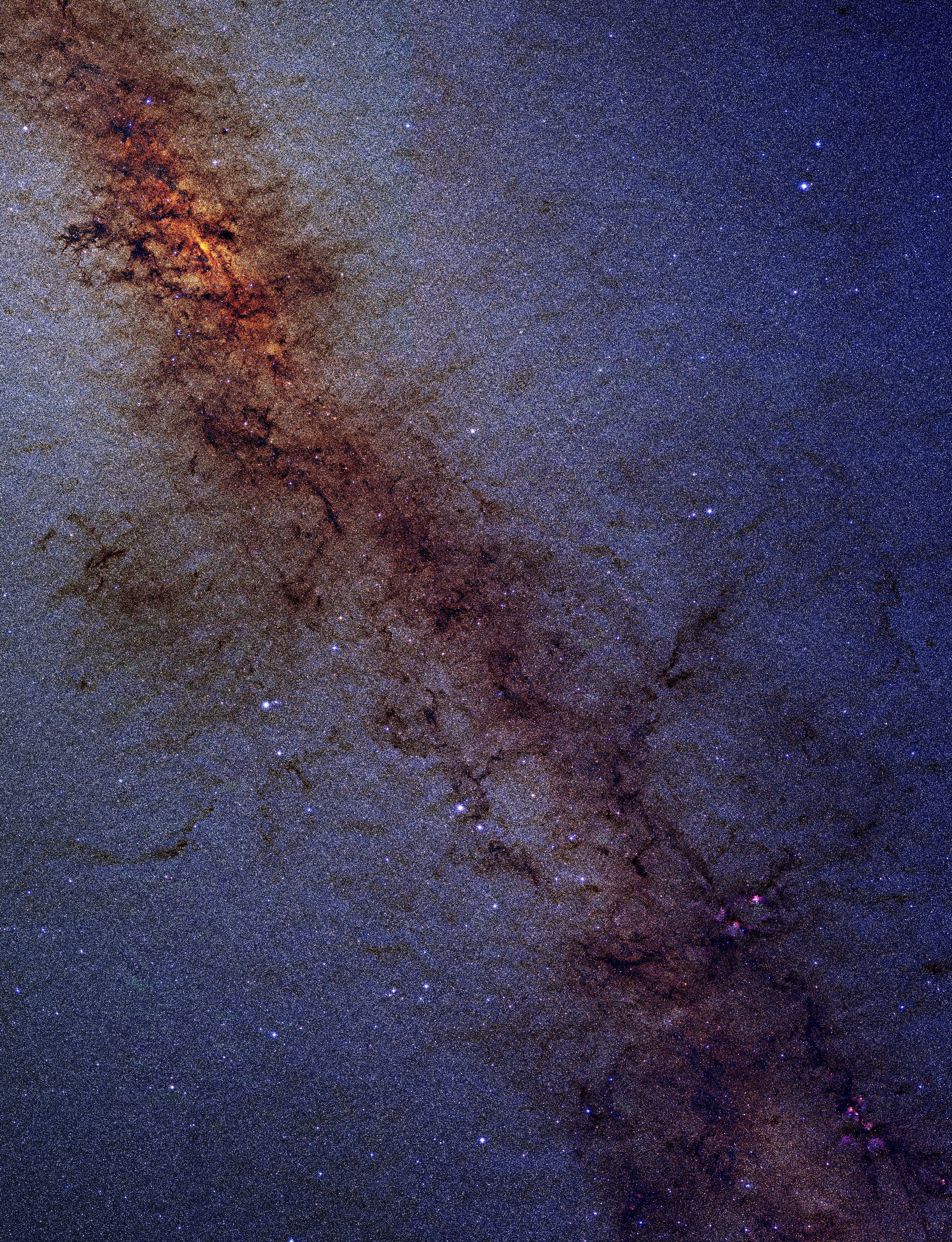
Vintergatans centrum visas i den ljusa övre vänstra delen av bilden som är tagen av en av 2MASS infraröda teleskopen.

Vintergatans centrum är mittpunkten i galaxen Vintergatan. Den uppskattas vara belägen på avståndet 24–28,4 kiloljusår (kly) (7,4–8,7 kiloparsek(kpc)) från jorden i samma riktning som stjärnbilderna Skytten, Ormbäraren och Skorpionen där Vintergatan lyser som mest. Den sammanfaller med den ljusstarka och kompakta radiokällan Sagittarius A*.
Inom en parsek från centrumet finns ungefär 10 miljoner stjärnor per kubikparsek, mestadels röda jättar. Där finns även en märkbar andel av superjättar och Wolf-Rayet-stjärnor från en stjärnbildningshändelse för cirka 1 miljon år sedan. I Vintergatans centrum finns ett supermassivt svart hål som driver Sagittarius A* radiokälla.

## Avstånd till Vintergatans centrum
Det exakta avståndet mellan solsystemet och Vintergatans centrum är osäkert. De senaste uppskattningarna med geometriska metoder och standardljuskällor ger följande avstånd:  
- 7,4 ± 0,3 kpc (≈24 ± 1 kly)[1]
- 7,62 ± 0,32 kpc (≈24.8 ± 1 kly)[4]
- 7,7 ± 0,7 kpc (≈25,1 ± 2,3 kly)[5]
- 7,94 eller 8,0 ± 0,5 kpc (≈26 ± 1,6 kly)[6][7][8]
- 8,0 ± 0,25 kpc (≈26 ± 0,8 kly)[8]
- 8,33 ± 0,35 kpc (≈27 ± 1,1 kly)[9]
- 8,7 ± 0,5 kpc (≈28,4 ± 1,6 kly)[10]

En noggrann bestämning av avståndet till Vintergatans centrum som bygger på variabla stjärnor (till exempel RR Lyrae-variabler) eller standardljus (till exempel Hertzsprung–Russell-anhopningen av röda jättar) hindras av många effekter, såsom tvetydighet om skymningseffekter och osäkerhet om hur medelavståndet till en grupp av variabla stjärnor, som finns i riktning mot den galaktiska mitten, förhåller sig till avståndet till Vintergatans centrum.

## Supermassivt svart hål
Den komplexa astronomiska radiokällan Sagittarius A verkar vara belägen nästan exakt vid Vintergatans centrum och innehåller en intensiv kompakt radiokälla, Sagittarius A*, som sammanfaller med ett supermassivt svart hål i mitten av Vintergatan. Ansamling av gas till det svarta hålet, som förmodligen omsluts av en stoftskiva, skulle frigöra energi för att driva radiokällan, som är mycket större än det svarta hålet. Den senare är för liten för att kunna observeras med nuvarande instrument.
En studie 2008 med sammankopplade radioteleskop i Hawaii, Arizona och Kalifornien (Very Long Baseline Interferometry) mätte diametern på Sagittarius A* till 44 miljoner kilometer (0,3 AE). Som jämförelse är radien av jordens bana runt solen cirka 150 miljoner kilometer (1,0 AE), medan Merkurius' avstånd från solen vid närmaste passage (perihelion) är 46 miljoner kilometer (0,3 AE). Sålunda är radiokällans diameter något mindre än avståndet från Merkurius till solen.
Forskare vid Max Planck-institutet för utomjordisk fysik i Tyskland, som använder teleskop i Chile, har bekräftat förekomsten av ett supermassivt svart hål i Vintergatans centrum med en massa som är 4,3 miljoner gånger större än solens massa. Den 5 januari 2015 rapporterade NASA att man observerat en röntgenflare 400 gånger starkare än vanligt från Sagittarius A*. Den ovanliga händelsen kan enligt astronomer ha orsakats av att en asteroid faller in i det svarta hålet eller genom komplikationer i magnetfältslinjer inom gas som strömmar in i Sagittarius A*.

## Stjärnor i centrum
Inom en parsek från Sagittarius A* finns ungefär 10 miljoner stjärnor per kubikparsek. Även om de flesta är gamla röda jättestjärnor, är Vintergatans centrum också rikt på andra massiva stjärnor. Mer än 100 OB och Wolf-Rayet-stjärnor har hittills identifierats där. De verkar ha bildats i en enda stjärnformationshändelse för några miljoner år sedan. Förekomsten av dessa relativt unga stjärnor var en överraskning för experter, som förväntade tidvattenkrafterna från det centrala svarta hålet skulle förhindra bildandet. Denna paradox av ”ungdomar” är ännu starkare för stjärnor som ligger på mycket snäva banor kring Sagittarius A*, som S2 och S0-102. De scenarier som åberopas för att förklara denna bildning involverar antingen stjärnformation i en massiv stjärnklusteroffset från Vintergatans centrum, som skulle ha flyttat sig till dess nuvarande läge från där de en gång bildats eller stjärnformation i en massiv kompakt gasskiva runt det centrala svarta hålet. De flesta av dessa 100 unga, massiva stjärnor verkar koncentrera sig inom en eller två skivor, snarare än slumpmässigt fördelade inom den centrala parseken. Denna observation medger för närvande dock inte några konkreta slutsatser kring detta.